# Massuria angulata
Massuria angulata là một loài nhện trong họ Thomisidae.
Loài này thuộc chi Massuria. Massuria angulata được Tord Tamerlan Teodor Thorell miêu tả năm 1887.